# Lepidothyris
Lepidothyris is een geslacht van hagedissen uit de familie skinken (Scincidae). 

## Naam en indeling
De wetenschappelijke naam van de groep werd voor het eerst voorgesteld door Edward Drinker Cope in 1892. Er zijn drie soorten, de meest recent beschreven soort is Lepidothyris hinkeli (2009).

## Verspreiding en habitat
Alle soorten komen voor in delen van Afrika, ten zuiden van de Sahara. Het verspreidingsgebied beslaat de landen Centraal-Afrikaanse Republiek, Congo-Brazzaville, Congo-Kinshasa, Equatoriaal-Guinea, Gabon, Ghana, Guinee, Ivoorkust, Kameroen, Kenia, Liberia, Nigeria, Rwanda, Sierra Leone, Uganda en Zambia. Mogelijk komen ook soorten voor in de landen Nigeria en Togo.

## Soorten
Het geslacht omvat de volgende soorten, met de auteur en het verspreidingsgebied.
| Naam                                   | Auteur                                 | Verspreidingsgebied |
| -------------------------------------- | -------------------------------------- | --- |
| Fernands riopa (Lepidothyris fernandi) | Burton, 1836                           | Congo-Brazzaville, Equatoriaal-Guinea, Gabon, Ghana, Guinee, Ivoorkust, Kameroen, Kenia, Liberia, Nigeria, Sierra Leone. Mogelijk in Nigeria, Togo |
| Lepidothyris hinkeli                   | Wagner, Böhme, Pauwels & Schmitz, 2009 | Congo-Kinshasa, Kenia, Rwanda, Uganda, Zambia |
| Lepidothyris striatus                  | Hallowell, 1854                        | Congo-Brazzaville, Gabon, Kameroen, Centraal-Afrikaanse Republiek, mogelijk in Congo-Kinshasa                                                      |